# آرمن آدامیان
آرمن آرمویی آدامیان (ارمنی: Արմեն Արմոյի Ադամյան؛ زادهٔ ۱۴ اکتبر ۱۹۶۷ در استپاناکرت) یک بازیکن بازنشسته فوتبال در پست هافبک و سرمربی اهل ارمنستان است.

## باشگاهی
از باشگاه‌هایی که در آن بازی کرده‌است می‌توان به لرناین آرتساخ، یرازانک استپاناکرت، چرنومورتس نووراسییسک، کوتایک و باشگاه فوتبال یرازانک اشاره کرد.

## تیم ملی
وی همچنین در تیم ملی فوتبال ارمنستان بازی کرده‌است. آدامیان نخستین بازی ملی خود را که یک بازی دوستانه بود در تاریخ ۱۸ اوت ۱۹۹۸ در آبوویان در مقابل لبنان انجام داده‌است.

## افتخارات

### بازیکن
- لرناین آرتساخ
- مدال برنز لیگ دسته دوم اتحاد شوروی: ۱۹۹۱
- چرنومورتس
- قهرمان دور اول: ۱۹۹۴

### مربی
- میکا
  - مدال نقره لیگ برتر فوتبال ارمنستان: (۲۰۰۵)
  - مدال برنز لیگ برتر فوتبال ارمنستان: ۲۰۰۶, ۲۰۰۷
  - قهرمان جام استقلال ارمنستان: ۲۰۰۵, ۲۰۰۶
  - قهرمان سوپر جام هاکوب تونویان: ۲۰۰۶
  - فینالیست سوپر جام هاکوب تونویان: ۲۰۰۷
- ولگا
- مدال برنز: لیگ حرفه ای فوتبال روسیه: ۲۰۱۲